# NGC 6845B
NGC 6845B је спирална галаксија у сазвежђу Телескоп која се налази на NGC листи објеката дубоког неба.
Деклинација објекта је - 47° 3' 34" а ректасцензија 20h 1m 5,1s. Привидна величина (магнитуда) објекта NGC 6845 износи 14,1 а фотографска магнитуда 14,9. NGC 6845B је још познат и под ознакама ESO 284-8C, PGC 63986.